# 原良
原良（はらら）は、鹿児島県鹿児島市の町丁。旧薩摩国鹿児島郡鹿児島近在原良村、鹿児島郡伊敷村大字永吉（一部）。郵便番号は原良一丁目から原良七丁目までは890-0026、原良町は890-0025。人口は5,468人、世帯数は2,578世帯（2020年4月1日現在）。原良一丁目から原良七丁目まで及び原良町があり、原良一丁目から原良七丁目までの区域で住居表示を実施している。

## 地理
鹿児島市の中部、甲突川の中流域に位置する。シラス台地を浸食した原良谷と甲突川右岸の低地からなる。原良谷から甲突川右岸にかけて住宅が立ち並ぶ。町域の北方には草牟田、永吉、南方には城西、東方には新照院町、西方には武岡、明和、常盤がそれぞれ接している。
町域の南部には鹿児島市立原良小学校が所在している。また、江戸時代には薩摩藩家老であった小松清廉の屋敷や花岡島津家の別荘である花岡屋敷があった。

### 河川
- 甲突川
  - 原良川

### 町名の由来
原良という地名は「角川日本地名大辞典」によれば、台地上に原野があったことに由来している。
また、「原良」という地名は難読地名であり、平凡社の『日本歴史地名大系』（1998年刊行）の難読地名一覧には「原良」（はらら）として、東京堂出版の『難読地名辞典』（1993年刊行）には「原良町（はららちょう）」として掲載されている。

## 歴史

### 成立から永吉村編入まで
原良という地名は古くは室町時代より見え薩摩国鹿児島郡のうちであった。「西藩野史」や「応永記」によると応永20年（1413年）に島津久豊の居城である清水城を攻略した伊集院頼久は軍を原良の南西部丘陵の原良塁に構えたが、島津久豊は原良へ軍を進めて頼久の軍を討ち鹿児島を奪還した。
江戸時代には薩摩国鹿児島郡鹿児島近在のうちであり、原良村は鹿児島近在のうちの「近名」であった。村高は「天保郷帳」では839石余、「郡村高辻帳」では839石余であった。1871年（明治4年）に原良村が永吉村に編入された。

### 永吉からの分立以降
1920年（大正9年）10月1日に鹿児島郡伊敷村大字永吉の区域が伊敷村より鹿児島市に編入された。ただし、町としての設置は編入から5年後となる1925年（大正14年）8月に行われ、永吉の一部より分割され鹿児島市の町「原良町」として設置された。
第二次世界大戦中の1945年（昭和20年）8月6日には原良町付近においてアメリカ軍による空襲が行われた（鹿児島大空襲）。1955年（昭和30年）には原良町に新設校として鹿児島市立原良小学校が設置された。
1962年（昭和37年）に原良地区では原良第一、原良第二地区の都市計画が決定し、原良第一地区（永吉の区域）は1988年（昭和63年）、原良第二地区は1995年（平成7年）にそれぞれ土地区画整理事業に着手した。原良地区では土地区画整理事業の実施に対して根強い反対意見があり、住民は「原良地区区画整理事業対策協議会」を設立し、実地測量の阻止を決議するなど事業の実施は難航した。
1969年（昭和44年）6月の集中豪雨によって造成中であった原良団地の土砂が原良川に流入したことにより、かけごしの一帯が土砂で埋没する被害を受けた。1974年（昭和49年）に原良川の改良工事が実施された、改良工事によってかけごしから原良郵便局までにかけての区間が暗渠化された。1976年（昭和51年）7月5日に城西地区において住居表示が実施されることとなった。住居表示の実施に伴い町域の再編が実施され、薬師町、原良町の各一部より城西二丁目、原良町の一部より城西三丁目が新たに設置された。
1979年（昭和54年）には原良団地・永吉団地の区域に当たる小野町、永吉町、原良町の各一部において住居表示が実施されることとなった。これに伴い、7月16日に町域の再編が実施され、原良町・永吉町の各一部より明和一丁目、小野町・原良町の各一部より明和二丁目が設置された。
2007年（平成19年）2月5日に、原良第二地区において住居表示が実施されることとなり、原良町及び城西二丁目の一部より「原良一丁目」、原良町の一部より「原良二丁目」、「原良三丁目」が新たに設置され、原良町の一部が城西二丁目及び城西三丁目にそれぞれ編入された。2011年（平成23年）11月7日には原良西部地区で住居表示が実施され、原良町の一部より「原良四丁目」、「原良五丁目」、「原良六丁目」、「原良七丁目」が設置された。
2015年（平成27年）11月9日には、原良町及び薬師二丁目の各一部が原良四丁目に編入された。

### 町域の変遷
| 実施後                                 | 実施年             | 実施前                           |
| -------------------------------------- | ------------------ | -------------------------------- |
| 鹿児島郡鹿児島近在永吉村（編入）       | 明治4年            | 鹿児島郡鹿児島近在原良村（全域） |
| 鹿児島近在永吉村、伊敷村大字永吉の一部 |                    |                                  |
| 鹿児島市原良町（再分立）               | 1925年（大正14年） | 鹿児島市永吉（一部）             |
| 城西二丁目（新設）                     | 1976年（昭和51年） | 原良町（一部）                   |
| 城西二丁目（新設）                     | 1976年（昭和51年） | 薬師町（一部）                   |
| 城西三丁目（新設）                     | 1976年（昭和51年） | 原良町（一部）                   |
| 明和一丁目（新設）                     | 1979年（昭和54年） | 原良町（一部）                   |
| 明和一丁目（新設）                     | 1979年（昭和54年） | 永吉町（一部）                   |
| 明和二丁目（新設）                     | 1979年（昭和54年） | 原良町（一部）                   |
| 明和二丁目（新設）                     | 1979年（昭和54年） | 小野町（一部）                   |
| 原良一丁目（新設）                     | 2007年（平成19年） | 原良町（一部）                   |
| 原良一丁目（新設）                     | 2007年（平成19年） | 城西二丁目（一部）               |
| 原良二丁目（新設）                     | 2007年（平成19年） | 原良町（一部）                   |
| 原良三丁目（新設）                     | 2007年（平成19年） | 原良町（一部）                   |
| 城西二丁目（編入）                     | 2007年（平成19年） | 原良町（一部）                   |
| 城西三丁目（編入）                     | 2007年（平成19年） | 原良町（一部）                   |
| 原良四丁目（新設）                     | 2011年（平成23年） | 原良町（一部）                   |
| 原良五丁目（新設）                     | 2011年（平成23年） | 原良町（一部）                   |
| 原良六丁目（新設）                     | 2011年（平成23年） | 原良町（一部）                   |
| 原良七丁目（新設）                     | 2011年（平成23年） | 原良町（一部）                   |
| 原良四丁目（編入）                     | 2015年（平成27年） | 原良町（一部）                   |
| 原良四丁目（編入）                     | 2015年（平成27年） | 薬師二丁目（一部）               |

## 文化

### 鹿児島おはら節発祥の地
鹿児島県の民謡である「鹿児島おはら節」は、江戸時代の原良村の郷士の間で歌い継がれたものが広がり、原良に小を冠称して「小原良節」と呼ばれるようになったことに由来するという説がある。現代でも鹿児島市で行われるおはら祭や渋谷・鹿児島おはら祭などで踊られる。原良二丁目の原良第二公園には「おはら節発祥の地」の像が設置されている。
また、鹿児島おはら節の歌詞の2番に原良が登場する。歌詞は以下のとおりである。

雨は降らんのに 草牟田川濁る 伊敷原良の オハラハー 化粧の水
— 鹿児島おはら節

## 人口

### 町丁別
|            | 世帯数 | 人口  |
| ---------- | ------ | ----- |
| 原良一丁目 | 397    | 808   |
| 原良二丁目 | 255    | 564   |
| 原良三丁目 | 303    | 710   |
| 原良四丁目 | 505    | 1,037 |
| 原良五丁目 | 238    | 581   |
| 原良六丁目 | 311    | 634   |
| 原良七丁目 | 539    | 1,057 |
| 原良町     | 30     | 77    |
| 計         | 2,578  | 5,468 |

### 人口推移
以下の表は国勢調査による小地域集計が開始された1995年以降の人口の推移である。
| 年                 | 人口  |
| ------------------ | ----- |
| 1995年（平成7年）  | 6,164 |
| 2000年（平成12年） | 5,324 |
| 2005年（平成17年） | 5,449 |
| 2010年（平成22年） | 5,205 |
| 2015年（平成27年） | 5,113 |

## 施設

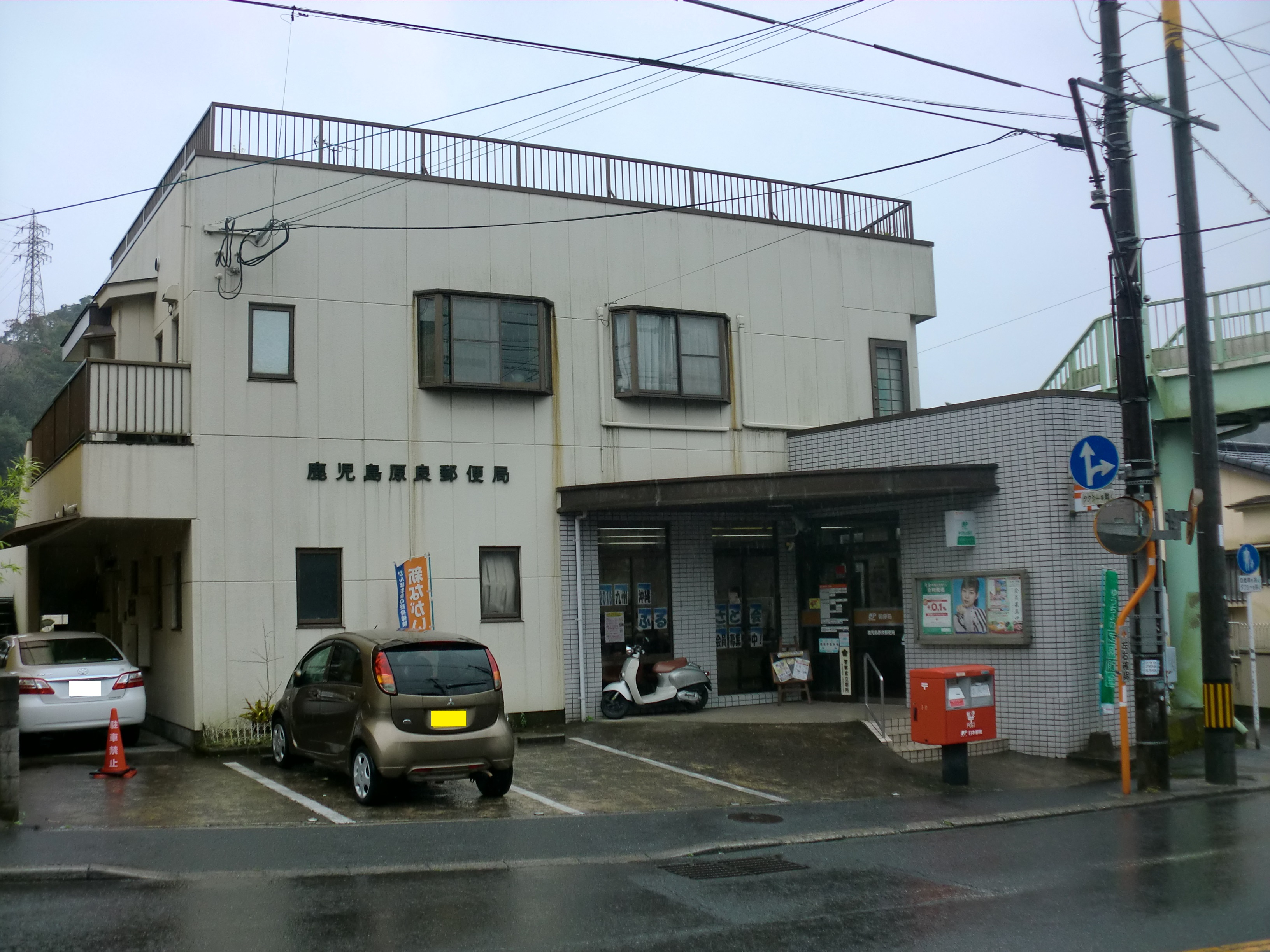
鹿児島原良郵便局

### 教育
- 鹿児島市立原良小学校[46]
- 昭和幼稚園[47]
- 原良保育園

### 郵便局
- 鹿児島原良郵便局[48]

### 寺社
- 日枝神社

## 小・中学校の学区
市立小・中学校に通う場合、学区（校区）は以下の通りとなる。
| 町丁       | 番・番地   | 小学校               | 中学校               |
| ---------- | ---------- | -------------------- | -------------------- |
| 原良町     | 一部       | 鹿児島市立武岡小学校 | 鹿児島市立武岡中学校 |
| 原良町     | 一部を除く | 鹿児島市立原良小学校 | 鹿児島市立城西中学校 |
| 原良一丁目 | 全域       | 鹿児島市立原良小学校 | 鹿児島市立城西中学校 |
| 原良二丁目 | 全域       | 鹿児島市立原良小学校 | 鹿児島市立城西中学校 |
| 原良三丁目 | 全域       | 鹿児島市立原良小学校 | 鹿児島市立城西中学校 |
| 原良四丁目 | 全域       | 鹿児島市立原良小学校 | 鹿児島市立城西中学校 |
| 原良五丁目 | 全域       | 鹿児島市立原良小学校 | 鹿児島市立城西中学校 |
| 原良六丁目 | 全域       | 鹿児島市立原良小学校 | 鹿児島市立城西中学校 |
| 原良七丁目 | 全域       | 鹿児島市立原良小学校 | 鹿児島市立城西中学校 |

## 出身著名人
- 木場良平（陸上自衛官、射撃選手） - ロサンゼルスオリンピック、ソウルオリンピック、バルセロナオリンピックに出場。バルセロナオリンピック射撃50mフリーライフル3姿勢120発競技・銅メダリストである[47]。